# 3-羟基吗啡喃
3-羟基吗啡喃（缩写3-HM）也译为羟啡烷、吗喃-3-醇（morphinan-3-ol），是一种有机化合物，分子式C16H21NO，属于吗啡喃衍生物类精神药物。